# Aeroporto di Logovardi-Bitola
L'Aeroporto di Logovardi-Bitola (IATA: N/A, ICAO: LW74) è l'aeroporto di Bitola, in Macedonia del Nord. È situato 9 km dalla città.

## Storia
Il primo volo, della compagnia nazionale jugoslava Airput, è avvenuto nel 1935 con gli aerei Spartan Cruiser per la linea Belgrado-Niš-Bitola.